# Carlos Nascimento
Carlos de Oliveira Nascimento (ur. 3 stycznia 1904 w Rio de Janeiro, zm. 24 lutego 1979 tamże) – piłkarz brazylijski grający na pozycji defensywnego pomocnika.

## Kariera klubowa
Carlos Nascimento całą karierę piłkarską spędził w klubie Fluminense FC, gdzie grał w latach 1919–1929. Z Fluminense dwukrotnie zdobył mistrzostwo stanu Rio de Janeiro – Campeonato Carioca w 1919 i 1924 roku.

## Kariera reprezentacyjna
Carlos Nascimento zadebiutował w reprezentacji 11 listopada 1925 w towarzyskim meczu z SC Corinthians Paulista. Kilka tygodni później wziął udział w turnieju Copa América 1925. Brazylia zajęła drugie miejsce, a Nascimento zagrał we wszystkich czterech spotkaniach z Paragwajem i Argentyną. Ostatni raz w barwach canarinhos Nascimento zagrał 24 czerwca 1928 w towarzyskim meczu ze szkockim klubem Motherwell F.C. Ogółem w reprezentacji wystąpił w czterech meczach międzypaństwowych oraz trzech meczach z drużynami klubowymi.